# Protector USV

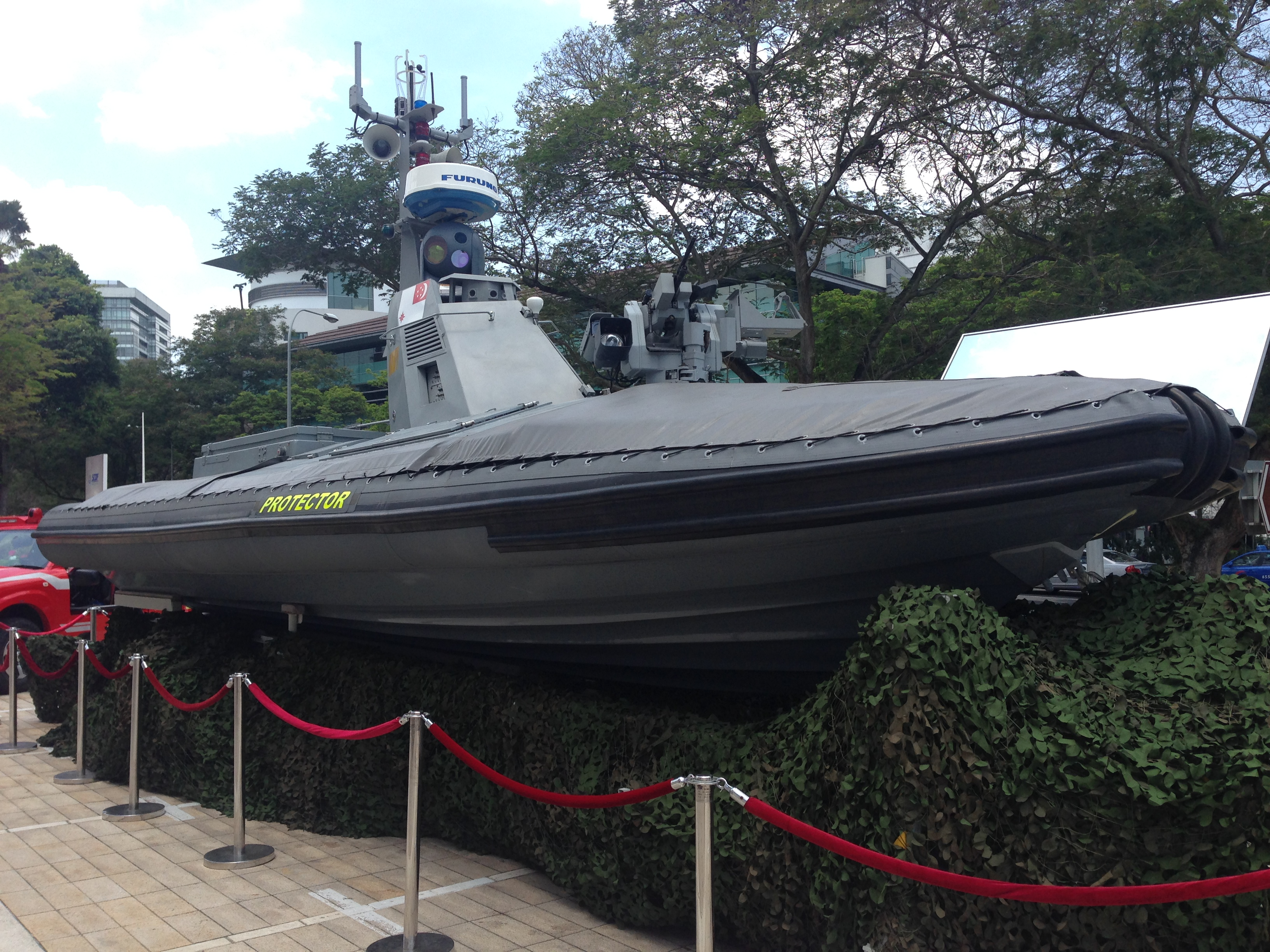
Ein Protector USV, ausgestellt im National Museum of Singapore im Februar 2014

Der Protector USV ist ein unbemanntes, ferngesteuertes und bewaffnetes Festrumpfschlauchboot. Es wurde in Israel von Rafael Advanced Defense Systems Ltd. entwickelt.

## Design
Während unbemannte Flugzeuge im militärischen Bereich bereits verbreitet sind und unbemannte Unterwasserfahrzeuge bereits verschiedenste Aufgaben im Bereich der Minenräumung und der Offshore-Öl- & -Gasförderung übernehmen, ist das Spektrum an unbemannten Überwasserfahrzeugen bisher noch klein. Nach dem Terroranschlag auf die Cole, einen Zerstörer der United States Navy, am 12. Oktober 2000 erkannte man in den meisten Marinen der Welt einen Bedarf an neuen Waffensystemen, die in der Lage sein sollten, zukünftig solche Angriffe effektiv abzuwehren. Daraufhin entwickelte der israelische Rüstungskonzern Rafael das unbemannte Protector-Waffensystem.

## Technik

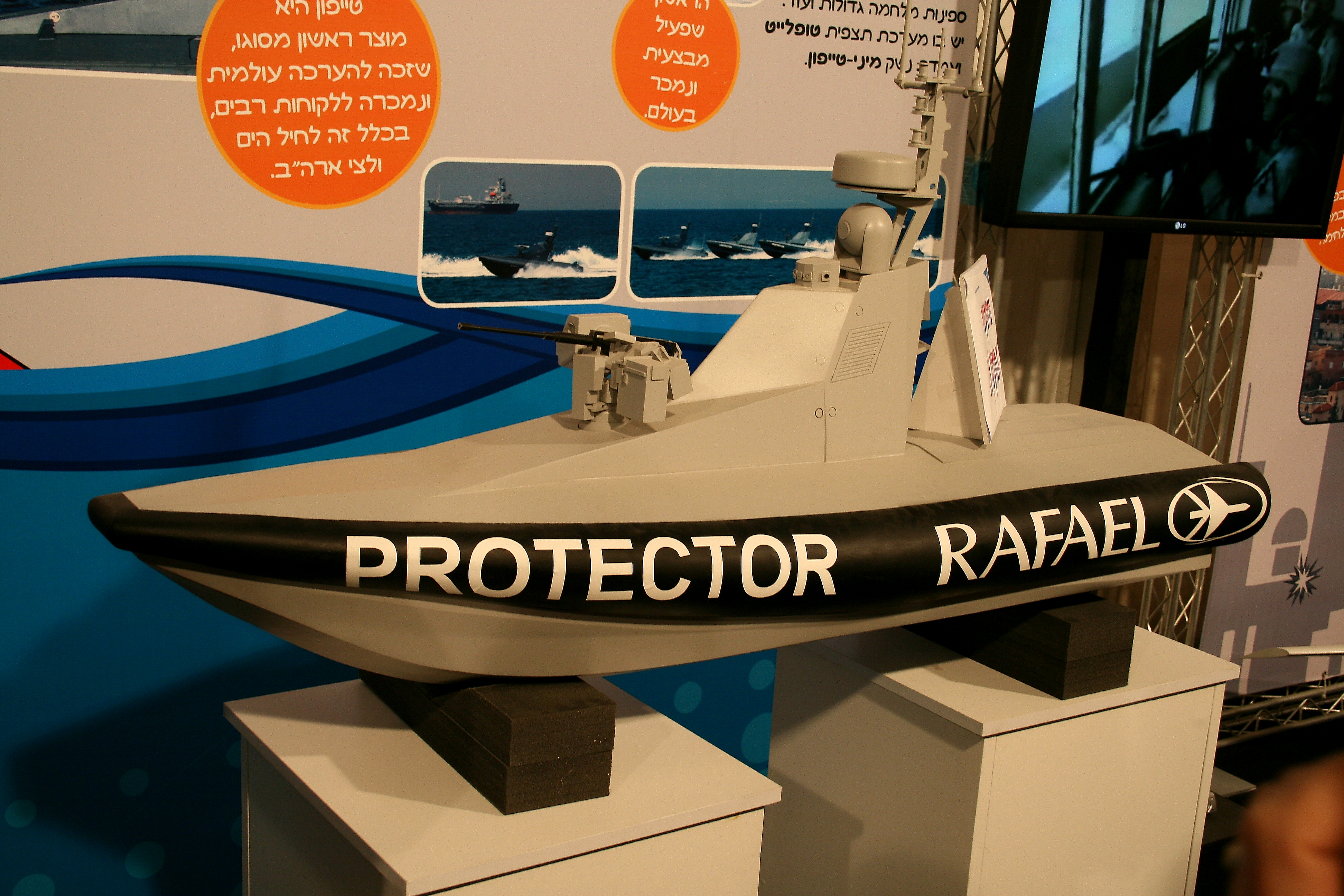
1:6 Modell des Protector USV

Die Basis für das Protector USV ist ein Festrumpfschlauchboot. Um maximale Geschwindigkeit und Manövrierbarkeit zu erreichen, werden Jetpumpen anstatt konventioneller Propeller verwendet, diese wiederum werden von einem Dieselmotor angetrieben. Der mitgeführte Treibstoff reicht für bis zu acht Stunden Einsatzdauer.
Es gibt nur einen einzigen turmartigen Aufbau. Dieser ist möglichst klein gestaltet und speziell beschichtet, um eine möglichst kleine Radarrückstrahlfläche zu erzielen. Zur Fernsteuerung des Protector USV sind zwei Mann nötig, welche sich entweder an Land oder auf einem bemannten Schiff befinden können.
Zur Ausrüstung gehören Tageslicht-Kameras, Infrarot für Einsätze bei Nacht oder schlechter Sicht, ein Laserentfernungsmesser, ein inertiales Navigationssystem, GPS sowie ein Radar. Außerdem ist ein Lautsprechersystem eingerüstet.
Die Bewaffnung besteht aus einem Maschinengewehr, welches in einer vollstabilisierten Waffenstation vom Typ Mini-Typhoon installiert ist. Für die Zukunft ist jedoch auch die Integration weiterer Waffen geplant.

## Einsatz
Bisher werden die Protector USV erst bei der Marine von Singapur eingesetzt. Jedoch arbeitet Rafael inzwischen mit Lockheed Martin und BAE Systems zusammen, um das System auch in den USA zu vermarkten.

## Nutzerländer
- Israel: Israelische Marine
- Singapur: Republic of Singapore Navy
- Mexiko: Mexikanische Marine